# NOM-113-STPS-2009

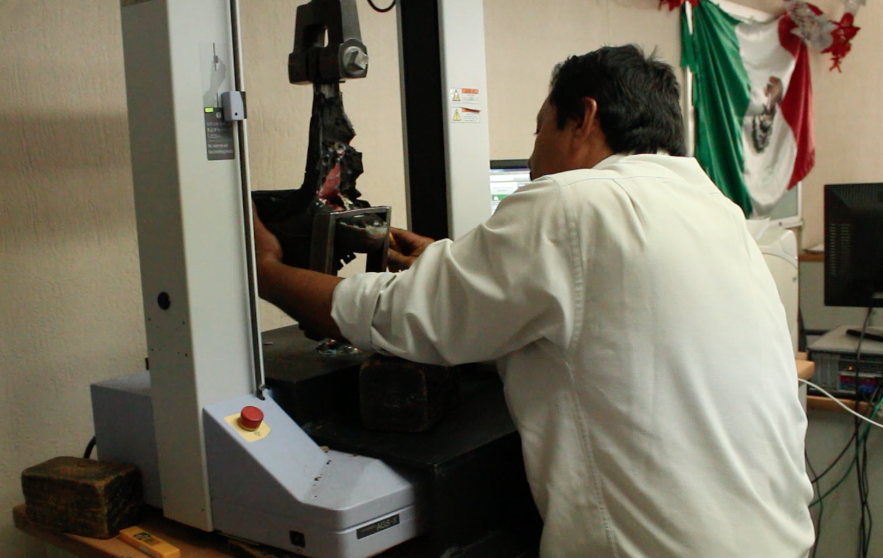
Prueba de suela, acorde a la NOM-113-STPS-2009

NOM-013-STPS es una norma oficial mexicana en materia  de calzado industrial en los centros de trabajo. Esta norma  establece la categorización, características y métodos de prueba que tienen que cumplir el calzado de protección hecho dentro de México. La versión más reciente de esta norma es la publicada en el año 2009  por lo que el nombre completo de la norma es NOM-113-STPS-2009.
| Nombre   | Descripción                         | Protección                                            |
| -------- | ----------------------------------- | ----------------------------------------------------- |
| TIPO I   | Calzado ocupacional                 | Riesgos menores como cortaduras y golpes.             |
| TIPO II  | Calzado con casco de protección     | Contra impactos y compresiones hacia los pies.        |
| TIPO III | Calzado dieléctrico                 | Contra choques eléctricos.                            |
| TIPO IV  | Calzado de protección metatarsal    | Protegen al empeine de impactos y cuenta con puntera. |
| TIPO V   | Calzado de protección conductiva    | Disipa la estática y la conduce al piso.              |
| TIPO VI  | Calzado de protección punzocortante | Blindaje contra objetos penetrantes.                  |
| TIPO VII | Calzado de protección antiestático  | Disminuye la estática corporal.                       |